# Symbian OS
Symbian OS fou un sistema operatiu per a mòbils propietat de Symbian dissenyada per telèfons mòbils. Symbian és una empresa privada independent participada per Ericsson, Nokia, Panasonic, Samsung, Siemens, Sony Ericsson i Motorola. El seu cicle de vida fou de 1998 a 2013.

## Història
Fou descendent del sistema operatiu EPOC, desenvolupat per Psion, i operava exclusivament sobre processadors ARM malgrat va existir una versió x86 no publicada. Tots els fabricants que participaven en Symbian van utilitzar aquest sistema operatiu en diversos terminals, tot i que la majoria dels mòbils eren de Nokia: 6600, 6680, 7650, 7610, 6670, N-Gage en canvi, dels altres fabricants només els models Sony Ericsson P800/P910, Siemens SX1 i un parell de models de Samsung que mai van arribar a comercialitzar-se (SGH-D700, SGH-D710S). Com a pioner en la indústria dels mòbils intel·ligents, fou el sistema operatiu més popular arreu del món fins a finals del 2010, quan fou superat per iOS i Android.
La Symbian Foundation es va desintegrar a finals del 2010 i Nokia va recuperar el control del desenvolupament del sistema operatiu. El febrer de 2011, només Nokia restava com a única empresa que donava suport al sistema operatiu fora del Japó, i va anunciar que començaria a utilitzar Windows Phone 7 de Microsoft com a plataforma dels mòbils mentre s'anava desmuntant Symbian gradualment, que havien subcontractat a Accenture. Malgrat que s'havia promès que el suport duraria fins a l'any 2016, incloent dues grans actualitzacions, en el 2012 ja s'havia abandonat el seu desenvolupament. El Nokia 808 PureView fou el darrer mòbil amb Symbian OS desenvolupat per Nokia (2012), mentre que al Japó foren els Fujitsu F-07F i Sharp SH-07F (2014).

## Característiques
Aquest sistema operatiu permetia enviar missatges via WhatsApp gratuïtament. El sistema va ser dissenyat específicament per a dispositius mòbils amb recursos limitats i que poden estar en funcionament continu durant mesos o anys. Per això es va fer especial èmfasi en la conservació de la memòria, utilitzant tècniques específiques com els descriptors o la pila de neteja. Juntament amb altres tècniques, permetien un consum de memòria baixa i unes pèrdues de memòria mínimes. A més usava tècniques semblants per a conservar l'espai de disc, ja que usualment els discs en els dispositius Symbian són de memòria flash.

## Tipus de dispositius
Symbian incloïa diverses interfícies gràfiques d'usuari (GUI), cada una recolzada per una empresa o grup d'empreses concreta. Les interfícies s'anomenaven plataformes degut a les modificacions i integracions importants que aportaven. Això va comportar diverses complicacions pels desenvolupadors d'aplicacions ja que les plataformes GUI de Symbian podien ser incompatibles entre elles, provocant la fragmentació dels sistemes operations.
Les interfícies gràfiques d'usuari previstes van ser:
- S60 (Sèrie 60), recolzada bàsicament per Nokia. Es van realitzar quatre edicions (primera, segona, tercera i cinquena), tot i que van reanomenar-se Symbian^1, 2 i 3 amb la creació de la Symbian Foundation.
- Sèrie 80, utilitzada per Nokia Communicators.
- Sèrie 90, utilitzada per Nokia en alguns dispositius basada en interfície tàctil i de botons.
- UIQ, recolzada bàsicament per Sony Ericsson i Motorola. Compatible amb interfícies tàctils/estilet i botons. La darrera versió important fou la UIQ3.1 (2008), però es va suspendre amb la creació de la Symbian Foundation per adoptar la S60.
- MOAP (Mobile Oriented Applications Platform) (només Japó), utilitzada per Fujitsu, Mitsubishi, Sony Ericsson i Sharp per treballar amb l'operador japonès NTT Docomo i desenvolupada específicament per la marca FOMA de DoCoMo.
- OPP (només Japó), successor de la MOAP per mòbils FOMA de DoCoMo.

## Seguretat
El Symbian OS va ser subjecte de diversos virus, entre els quals destaca el cuc Cabir (2004) que fou desenvolupat per contagiar els mòbils veïns usant el bluetooth. Malgrat que a l'època en la qual es va utilitzar, els usuaris no es preocupaven gaire de la seguretat dels seus terminals, el Symbian OS 9.0 va adoptar un model de capes a l'estil d'UNIX (permís per procés, no per objecte). El programari instal·lat no podia malmetre res teòricament. Altres programes hostils van ser els troians Drever.A, Locknut.B i Fontal.A, i també el Mabir.A derivat del Cabir.